# Copa Colsanitas 2019
Copa Colsanitas 2019, oficiálním názvem Claro Open Colsanitas 2019, byl tenisový turnaj pořádaný jako součást ženského okruhu WTA Tour, který se odehrával v areálu Carmel Clubu na otevřených antukových dvorcích. Probíhal mezi 8. až 14. dubnem 2019 v kolumbijském hlavním městě Bogota jako dvacátý druhý ročník turnaje.
Turnaj s rozpočtem 250 000 dolarů patřil do kategorie WTA International Tournaments. Nejvýše nasazenou hráčkou ve dvouhře se stala třicátá první hráčka žebříčku Jeļena Ostapenková z Lotyšska, kterou v úvodním kole vyřadila americká kvalifikantka Kristie Ahnová z třetí stovky žebříčku. Jako poslední přímá účastnice do dvouhry nastoupila 144. hráčka žebříčku Švýcarka Conny Perrinová.
Premiérový titul na okruhu WTA Tour vybojovala 17letá Američanka Amanda Anisimovová, nejmladší členka první světové stovky. První trofeje na túře WTA získaly také Australanky  Zoe Hivesová a Astra Sharmaová, jež triumfovaly ve čtyřhře. 

## Distribuce bodů a finančních odměn

### Distribuce bodů
| Soutěž  | vítězky | finalistky | semifinalistky | čtvrtfinalistky | 16 v kole | 32 v kole | Q  | Q2 | Q1 |
| ------- | ------- | ---------- | -------------- | --------------- | --------- | --------- | -- | -- | -- |
| dvouhra | 280     | 180        | 110            | 60              | 30        | 1         | 18 | 12 | 1  |
| čtyřhra | 280     | 180        | 110            | 60              | 1         | —         | —  | —  | —  |

### Finanční odměny
| Soutěž                                | vítězky | finalistky | semifinalistky | čtvrtfinalistky | 16 v kole | 32 v kole | Q2     | Q1   |
| ------------------------------------- | ------- | ---------- | -------------- | --------------- | --------- | --------- | ------ | ---- |
| dvouhra                               | $43 000 | $21 400    | $11 500        | $6 175          | $3 400    | $2 100    | $1 020 | $600 |
| čtyřhra                               | $12 300 | $6 400     | $3 435         | $1 820          | $960      | —         | —      | —    |
| částky ve čtyřhře jsou uváděny na pár |         |            |                |                 |           |           |        |      |

## Ženská dvouhra

### Nasazení
| Stát                         | Hráčka                    | WTA  | Nasazení |
| ---------------------------- | ------------------------- | ---- | -------- |
| Lotyšsko                     | Jeļena Ostapenková        | 31.  | 1.       |
| Chorvatsko                   | Petra Martićová           | 40.  | 2.       |
| Německo                      | Tatjana Mariová           | 59.  | 3.       |
| Slovensko                    | Anna Karolína Schmiedlová | 66.  | 4.       |
| Slovinsko                    | Tamara Zidanšeková        | 67.  | 5.       |
| USA                          | Amanda Anisimovová        | 76.  | 6.       |
| Španělsko                    | Sara Sorribes Tormová     | 79.  | 7.       |
| Polsko                       | Magda Linetteová          | 85.  | 8.       |
| Slovinsko                    | Dalila Jakupovićová       | 92.  | 9.       |
| Srbsko                       | Ivana Jorovićová          | 100. | 10.      |
| Španělsko                    | Lara Arruabarrenová       | 102. | 11.      |
| Žebříček WTA k 1. dubnu 2019 |                           |      |          |

### Jiné formy účasti
Následující hráčky obdržely divokou kartu do hlavní soutěže:
- Emiliana Arangová
- Sabine Lisická
- Camila Osoriová

Následující hráčka nastoupila do hlavní soutěže pod žebříčkovou ochranou:
- Shelby Rogersová

Následující hráčky postoupily z kvalifikace:
- Irina Baraová
- Aliona Bolsovová
- Beatriz Haddad Maiová
- Jasmine Paoliniová
- Chloé Paquetová
- Bibiane Schoofsová

Následující hráčky postoupily z kvalifikace jako tzv. šťastné poražené:
- Kristie Ahnová
- Francesca Di Lorenzová
- Sara Erraniová
- Elica Kostovová
- Hiroko Kuwatová

### Odhlášení
před zahájením turnaje
- Eugenie Bouchardová → replaced by  Varvara Lepčenková
- Zarina Dijasová → nahradila ji  Kristie Ahnová
- Misaki Doiová → nahradila ji  Irina Chromačovová
- Julia Glušková → nahradila ji  Astra Sharmaová
- Nao Hibinová →  nahradila ji  Sachia Vickeryová
- Dalila Jakupovićová → nahradila ji  Sara Erraniová
- Ivana Jorovićová → nahradila ji  Hiroko Kuwatová
- Tatjana Mariová→ nahradila ji  Elica Kostovová
- Petra Martićová → nahradila ji  Francesca Di Lorenzová

## Ženská čtyřhra

### Nasazení
| Stát                                                                     | Hráčka              | Stát      | Hráčka                | WTA  | Nasazení |
| ------------------------------------------------------------------------ | ------------------- | --------- | --------------------- | ---- | -------- |
| Slovinsko                                                                | Dalila Jakupovićová | Rusko     | Irina Chromačovová    | 90.  | 1.       |
| Španělsko                                                                | Lara Arruabarrenová | Španělsko | Sara Sorribes Tormová | 114. | 2.       |
| Chile                                                                    | Alexa Guarachiová   | USA       | Desirae Krawczyková   | 125. | 3.       |
| Austrálie                                                                | Monique Adamczaková | Austrálie | Jessica Mooreová      | 145. | 4.       |
| Žebříček WTA k 1. dubnu 2019; číslo je součtem umístění obou členek páru |                     |           |                       |      |          |

### Jiné formy účasti
Následující páry obdržely divokou kartu do hlavní soutěže:
- Emiliana Arangová /  Camila Osoriová
- María Herazová Gonzálezová /  Yuliana Lizarazová

### Odhlášení
- Emiliana Arangová (poranění pravého hlezna)
- Dalila Jakupovićová (poranění levého oka)

## Přehled finále

### Ženská dvouhra
- Amanda Anisimovová vs.  Astra Sharmaová, 4–6, 6–4, 6–1

### Ženská čtyřhra
- Zoe Hivesová /  Astra Sharmaová vs.  Hayley Carterová /  Ena Šibaharaová, 6–1, 6–2